# 月令広義
『月令広義』（げつれいこうぎ、正字: 月󠄁令廣義）は、中国・明代の官僚で学者でもあった馮応京（ふうおうけい、正字: 馮應京（中国語版））が万暦年間に著した、中国の伝統的な年中行事・儀式・しきたりなどを解説した本。24巻首1巻附録1巻。
先秦時代の一年間の行事を理念的な観点から紹介した『礼記・月令篇』を補足するという形式をとる。そのため古書からの引用が多く、古くは六朝・梁代（6世紀中頃）の、すでに原典が失われてしまっている文言小説などからの説話を傍証として多く収録しており、中国の民間伝承を研究する上での貴重な資料となっている。
例えば七夕の「織姫と牽牛の恋愛譚」が、現在知られているストーリーとほぼ同じ型になった最も古い時期を考証できる史料も、本書に引用されている梁代の殷芸（いんうん）が著した『小説（殷芸小説）』のなかの一節であるほか、慣用句「一年の計は元旦にあり」の原典らしきものや、「花咲か爺」の原典のひとつとされる説話など、今日の日本における身近な慣用句・諺や説話の出典にもなっている。

## 原文
中国哲学書電子化計画 [https://ctext.org/searchbooks.pl?if=gb&searchu=%E6%9C%88%E4%BB%A4%E5%BB%A3%E7%BE%A9 "月令廣義" - 共2筆資料]。

## 注・出典
1. ↑  がつりょうこうぎ、とも。
2. ↑  鮎沢信太郎「月令広義所載の山海輿地全図と其の系統」『地理学評論』第12巻第10号、日本地理学会、1936年、899-910頁、doi:10.4157/grj.12.899、ISSN 0016-7444、NAID 130003565944。
3. ↑  顧起元（こきげん）（中国語版）『月令広義序』に「月令広義者、観察慕岡馮先生之所編、而其門人戴肩吾氏広而釈之者也。書既成、「肩吾氏走留都、問序于不佞。不佞受而読之曰於戯天道之大端、王政之首務、備矣。―中略― 万暦壬寅（1601年）中春江寧顧起元書」とある。
4. ↑  文言小説とは、宋代以後の中国小説史の上で、大きな比重を占めてはいなかったために、形態名が与えられていなかったこの分野に対し、前野直彬が仮に付けた呼称である。平凡社 中国古典文学大系 42 『閲微草堂筆記 ; 子不語 ; 述異記 ; 秋灯叢話 ; 諧鐸 ; 耳食録』 1971年。ISBN 978-4582312423。解説 p.503。
5. ↑  第八巻 七月令「牛郎織女」の項に「小説天河之東有織女、天帝之子也。年年機杼労役、織成雲錦天衣、容貌不暇整。帝憐其独処、許嫁河西牽牛郎、嫁後遂廃織紉。天帝怒、責令帰河東，許一年一度相会」（小説に天の河の東に織女有り、天帝の子なり。年々に機を動かす労役につき、雲錦の天衣を織り、容貌を整える暇なし。天帝その独居を憐れみて、河西の牽牛郎に嫁すことを許す。嫁してのち機織りを廃すれば、天帝怒りて、河東に帰る命をくだし、一年一度会うことを許す）とある。
6. ↑  歳令「四計」の項に、「一日之計在晨、一年之計在春、一生之計在勤、一家之計在」（一日の計は晨（あした）にあり、一年の計は春にあり、一生の計は勤にあり、一家の計は身にあり）とある。
7. ↑  歳令「花神」の項に、「女夷、主春夏長養之神、即花神也」（女夷は春夏の主で、大きく育てる神にて、即ち花神なり）とある。